# Theodore H. von Laue
Theodore Hermann von Laue (geboren am 22. Juni 1916 in Frankfurt am Main; gestorben am 22. Januar 2000 in Worcester, Massachusetts) war ein US-amerikanischer Historiker deutscher Herkunft. Er war ein Sohn des Physik-Nobelpreisträgers Max von Laue.

## Leben
Nach einem Jahr Studium an der Universität Freiburg wurde er 1937 von seinem Vater aufgrund der politischen Lage in Deutschland zum weiteren Studium in die USA geschickt, wo er in Princeton sein Studium mit einem PhD über die Sozialgesetzgebung von Otto von Bismarck abschloss. Seine nächsten Stationen als Lehrer waren am Swarthmore College, an der University of California in Riverside, der Washington University in St. Louis, ehe er als Jacob-&-Frances-Hiatt-Professor-of-European-History an die Clark University in Worcester berufen wurde, wo er von 1970 bis 1982 lehrte. 1962 und 1974 gewann er ein Guggenheim-Stipendium. Laue starb im Jahr 2000 nach kurzer Krankheit und hinterließ seine Frau Angela, zwei Töchter und zwei Enkel.
Im Nachruf der American Historical Association wird er als bescheiden, humorvoll und human beschrieben und als sehr privater Mensch, der sich selten als Quäker zu erkennen gab und über den nur wenige wussten, dass er die Anti-Kriegs-Bewegung an der Washington University in St. Louis mitinitiierte oder mit Martin Luther King in Selma (Alabama) marschierte.

## Arbeiten
Eine der ersten Arbeiten beschäftigte sich mit Leopold von Rankes „wissenschaftlicher Objektivität“ und zeigte dort die Rolle der Romantik in dessen Arbeiten. Laut Nachruf beschäftigte er sich anschließend mit der russischen Geschichte und lernte dabei Russisch. In seinem Buch Sergei Witte and the Industrialization of Russia beschreibt er die Probleme bei der Umsetzung westlicher Kulturelemente in eine andere, hier die russische: Wittes Versuche sind am konservativen Widerstand, einschließlich dem des Zaren Nikolaus II. (Russland) gescheitert. Dieses Thema führte zu bekannten Büchern wie „Why Lenin? Why Stalin?“ von 1964, das 1993 in überarbeiteter Form mit dem Titel „Why Lenin? Why Stalin? Why Gorbachev?“ wiederaufgelegt wurde. Der in diesen Arbeiten diskutierte Prozess des Versuches der Verwestlichung der russischen Kultur endete in seinem letzten, größeren Werk „The World Revolution of Westernization“, das 1987 erschien. William H. McNeill, Historiker der University of Chicago, nannte es laut Nachruf a fine and wise book — wise in a way few books are. Aus einer 1969 geschriebenen Rezension seines Buches The Global City geht hervor, dass er dort schon den Ansatz der Verwestlichung anderer Kulturen für den Rest des 20. Jahrhunderts und darüber hinaus global sieht mit den weltweit daraus resultierenden Spannungen, auch innerhalb der westlichen Kultur.
Aus dem 1994 gehaltenen Vortrag von Theodore von Laue lassen sich die folgenden Punkte seiner Sicht der weltgeschichtlichen Situation zusammenfassen:
1. Die westliche Kultur ist global präsent und alle ihre wesentlichen Elemente haben sich in der Geschichte weltweit durchgesetzt. (1. Satz des VI. Kapitels)
2. Sie kann nur mit vielen Problemen in anderen Kulturen übernommen werden; es regt sich Widerstand; es zeigt sich Orientierungslosigkeit; es entstehen Diktaturen. (3. Absatz des VI. Kapitels)
3. Durch weltweit wechselseitige Beeinflussung der verschiedenen Kulturen entstehen auf diese Weise überall widersprüchliche Entwicklungen: gewaltsamer Widerstand gegen fremde Einflüsse auf die eigene Kultur auf der einen und die für die weitere Entwicklung bestehende Notwendigkeit von gemeinsamen Strukturen für friedlichen Wettbewerb der Kulturen auf der anderen Seite. (6. Absatz des VII. Kapitels)
4. Über all dem stehen die weltweiten Probleme der Bevölkerungsentwicklung, der Rohstoffsituation, der Umweltbelastung und des Klimas. „Huge problems loom ahead.“ (7. Absatz des VII. Kapitels)